# Décret du 10 brumaire an II
Le décret du 10 brumaire an II (31 octobre 1793), « qui supprime les dénominations de ville, bourg et village, et y substitue celle de commune », est l'acte de la Convention, pris sur la proposition de Charles-Gilbert Romme, qui a conféré aux « municipalités » le nom de commune dans une « intention d'égalisation ».

## Texte
« La Convention nationale, sur la proposition d'un membre, décrète que toutes dénominations de ville, bourg et village, sont supprimées, et que celle de commune leur est substituée.

Elle décrète, en outre, que l'inscription à mettre dans la salle du jeu de paume de Versailles, conformément au décret du 7 de ce mois, est ainsi rédigée : La commune de Versailles a bien mérité de la patrie. »

— Décret 10 brumaire an II (31 octobre 1793) qui supprime les dénominations de ville, bourg et village, et y substitue celle de commune.

## Motifs
« ROMME en prend occasion d'observer que la dénonciation (sic) de ville est contraire à l'égalité, parce que, dans une République, il n'y a que des communes. Il propose en conséquence que, désormais, on n'emploie plus dans décrets le mot ville, mais celui de commune. Et rappelant le décret dernièrement rendu à l'égard de la ville de Versailles, il demande que l'inscription, qui doit être placée sur les murs du Jeu de Paume, soit ainsi conçue : La commune de Versailles a bien mérité de la patrie.

Ces diverses propositions sont décrétées. »

— Compte-rendu de l'Auditeur national.

« ROMME. Dans plusieurs de nos décrets, dans nos procès-verbaux, dans le feuilleton, je vois que le mot ville est encore employé. Dans le décret rendu au sujet de Versailles, on s'en est servi. Sans doute, Versailles a bien mérité de la patrie ; sans doute, je veux que l'inscription que vous avez décrétée soit gravée sur les murs du célèbre Jeu de Paume, mais substituez au mot de ville celui de commune. Il est plus conforme aux principes d'égalité. Je demande que désormais le seul mot de commune soit employé dans nos décrets et nos procès-verbaux. (Adopté.) »

— Compte-rendu des Annales patriotiques et littéraires.

« ROMME observe que le mot ville est propre à entretenir une sorte de rivalité entre les diverses sections du peuple. Il demande que, dans la rédaction des procès-verbaux, on substitue à ce mot celui de commune de… comme plus conforme à l'égalité.

La proposition est adoptée. »

— Compte-rendu du Journal de la Montagne.